# Retiboletus flavoniger
Retiboletus flavoniger är en svampart som först beskrevs av Halling, G.M. Muell. & L.D. Gómez, och fick sitt nu gällande namn av Manfr. Binder & Bresinsky 2002. Retiboletus flavoniger ingår i släktet Retiboletus och familjen Boletaceae.   Inga underarter finns listade i Catalogue of Life.